# Équipe cycliste Katusha-Alpecin
L'équipe cycliste Katusha-Alpecin (russe : Катюша, Katioucha) est une équipe suisse (d'origine russe) de cyclisme professionnel sur route basée à Genève. Elle est active entre 2009 et 2019. Elle apparaît en 2009 sous le nom de Katusha avec une licence russe. Elle succède alors à l'équipe  Tinkoff Credit Systems (anciennement Tinkoff Restaurants) présente dans les pelotons depuis 2007. Elle fait partie d'une structure soutenue par les pouvoirs publics russes et comprenant des équipes féminines et masculines dans plusieurs disciplines cyclistes. Membre de l'UCI World Tour, Katusha est brièvement enregistrée par l'Union cycliste internationale comme équipe continentale professionnelle en 2013. Fin 2019, elle disparaît et sa licence est rachetée par l'équipe Israel Cycling Academy. Cependant, Katusha continue à être liée au cyclisme en fournissant les vêtements à l'équipe israélienne et en collaborant avec le cyclisme féminin.
Durant son existence, elle a compté dans ses rangs des coureurs tels que Robbie McEwen, Filippo Pozzato, Vladimir Karpets, Oscar Freire, Denis Menchov, Alexander Kristoff et Joaquím Rodríguez. Ce dernier est monté sur le podium des trois grands tours, a remporté trois fois l'UCI World Tour (2010, 2012 et 2013) et à deux reprises le Tour de Lombardie (2012 et 2013). Le sprinteur Alexander Kristoff a apporté de nombreux succès, dont Milan-San Remo en 2014 et le Tour des Flandres en 2015.

## Histoire de l'équipe

### Le projet Katusha

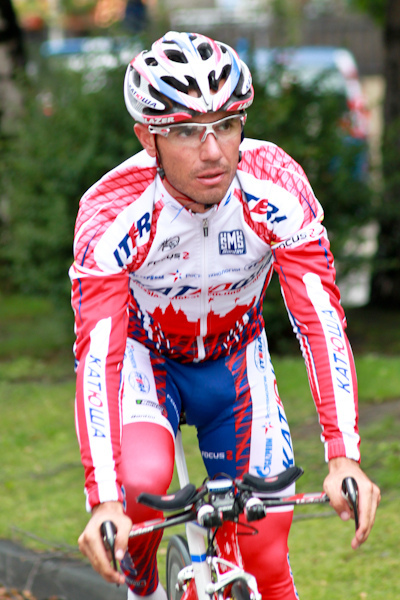
"Purito Rodríguez", lors du Critérium du Dauphiné 2011.

En juillet 2008, l'encadrement de l'équipe annonce la création d'une structure appelée Katusha (en russe : Катюша) basée sur l'équipe Tinkoff Credit Systems. Dirigée par Andreï Tchmil (qui en devient président en mars), elle disposera d'un budget de 30 millions d'euros et comprendra des équipes masculines et féminines concourant dans plusieurs disciplines (route, piste, VTT, cyclo-cross). Elle bénéficie du soutien de Vladimir Poutine et des entreprises russes Gazprom et Itera (en),. Elle intègre le ProTour et recrute notamment le Russe Vladimir Karpets, le Belge Gert Steegmans, l'Australien Robbie McEwen et l'Italien Filippo Pozzato.

### 2009: première saison
Au cours de cette première année, l'équipe remporte 23 victoires et terminé 10e du classement mondial UCI, tandis que Sergueï Ivanov est le coureur le mieux classé à la 27e place.
Les victoires les plus notables sont obtenus par Sergueï Ivanov sur l'Amstel Gold Race et Filippo Pozzato sur le championnat d'Italie et le Grand Prix E3. L'équipe découvre également les grands tours et Ivanov remporte une étape du Tour de France.

### 2010-2017: les années fastes

#### 2010-2011: les premiers succès
En 2010, Joaquim « Purito » Rodríguez de la Caisse d'Épargne rejoint l'équipe. Purito est le plus régulier de l'équipe au cours de la saison avec des triomphes sur le Tour de France et le Tour d'Espagne. Il remporte également le Tour de Catalogne et monte sur le podium de la Flèche wallonne (2e) et du Tour du Pays basque (3e). Il termine aussi parmi les dix premiers du Tour d'Espagne (4e), de Paris-Nice (6e), du Tour de France (7e) et du Tour de Suisse (9e). Cette régularité lui permet de terminer l'année en tête du classement classement mondial UCI avec plus de 120 points d'avance sur le deuxième. L'équipe gagne des étapes sur les trois grands tours (deux sur le Giro avec Evgeni Petrov et Filippo Pozzato) et remporte le classement par équipes de la Vuelta. Au classement mondial par équipes, l'équipe gagne six positions par rapport à l'année précédente, finissant quatrième.
En 2011, Joaquim Rodriguez s'impose comme le leader de l'équipe. Il fait venir deux de ses anciens coéquipiers de la Caisse d'Épargne, Daniel Moreno et Alberto Losada. Pavel Brutt donne la première victoire de la saison lors de la Classica Sarda, tandis que « Purito » ne réussit pas un bon début de la saison en raison d'un kyste qui l'a affecté au cours de Tirreno-Adriatico. En avril, il remporte la première étape du Tour du Pays basque, puis se classe deuxième de l'Amstel Gold Race et de la Flèche wallonne. Il se classe ensuite quatrième du Tour d'Italie et gagne les deux dernières étapes du Critérium du Dauphiné, course qu'il terminé cinquième. L'équipe aligne une équipe 100% russe au Tour de France, mais sans obtenir de résultats notables.
Lors du Tour d'Espagne, l'équipe obtient des bonnes performances avec Dani Moreno vainqueur dans la Sierra Nevada (4e étape) et Purito vainqueur à Valdepeñas de Jaén (5e) et San Lorenzo de El Escorial (8e). Après cette étape, Purito occupe la tête de la course, mais le lendemain, il la perd pour une seconde à La Covatilla. Le contre-la-montre de Salamanque le distance du combat pour le maillot rouge et il termine finalement assez loin au classement final (19e à plus de 15 minutes).
Avec 22 victoires (dont 8 sur l'UCI World Tour et 4 championnats nationaux), l'équipe termine à la 12e position du World Tour et Joaquim Rodríguez est quatrième du classement individuel. En février 2012, il est promu à la troisième place après la sanction pour dopage d'Alberto Contador.

#### 2012-2016: la période Joaquim Rodriguez/Alexander Kristoff

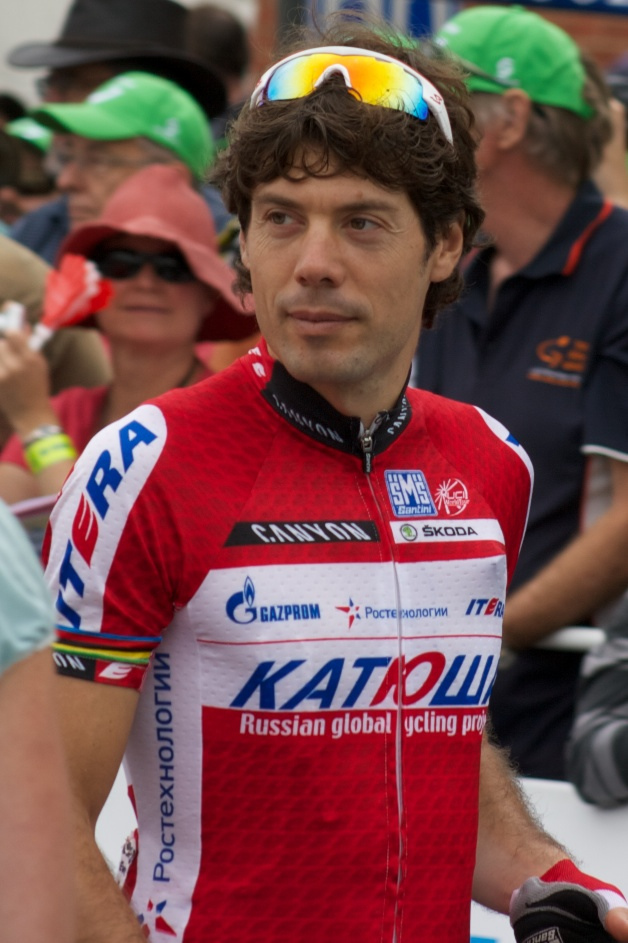
Óscar Freire sur le Tour Down Under 2012.

Pour la saison 2012, l'équipe voit pas moins de treize arrivées pour douze départs. Parmi les nouveaux coureurs, on trouve le Russe Maxim Belkov en provenance de Vacansoleil-DCM, Xavier Florencio et le vainqueur de grands tours Denis Menchov de la défunte Geox-TMC, le triple champion du monde  Óscar Freire (Rabobank), l'Autrichien Marco Haller (Adria Mobil), Alexandr Kolobnev de retour de suspension et déjà membre de l'équipe auparavant, le Norvégien Alexander Kristoff (BMC Racing), Timofey Kritskiy et Alexey Tsatevitch (Itera-Katusha), l'Allemand Rüdiger Selig (Jenatec), le Letton Gatis Smukulis (HTC-Highroad), le Slovène Simon Špilak (Lampre-ISD) et Ángel Vicioso (Androni Giocattoli-CIPI). Pour les départs, on retrouve majoritairement des Russes avec Arkimedes Arguelyes, Alexander Mironov, Artem Ovechkin et Nikolay Trusov qui rejoignent la nouvelle équipe RusVelo, Danilo Di Luca (Acqua & Sapone), Leif Hoste (Accent Jobs-Willems Veranda's), Sergueï Ivanov qui prend sa retraite, Vladimir Karpets qui retourne chez Movistar, Alexandr Pliuschin (Leopard-Trek Continental), Filippo Pozzato (Farnese Vini-Selle Italia), Egor Silin (Astana) et Stijn Vandenbergh (Omega Pharma-Quick Step).
La première victoire de l'équipe intervient sur le Tour Down Under avec le nouveau venu Oscar Freire. Ce dernier récidive ensuite au Tour d'Andalousie sur la troisième étape puis voit Daniel Moreno remporter la quatrième. Joaquim Rodríguez réalise la meilleure saison de sa carrière, remportant la Flèche wallonne, une étape du Giro (qu'il termine deuxième), trois étapes de la Vuelta  (qu'il termine troisième) et le Tour de Lombardie. Il termine également 2e du Tour du Pays basque, 6e de Tirreno-Adriatico et 8e de la Classique de Saint-Sébastien, remportant le Classement UCI World Tour. L'équipe Katusha termine deuxième du classement par équipes derrière le Team Sky.
En décembre 2012, la commission des licences de l'Union cycliste internationale (UCI) refuse d'enregistrer Katusha comme UCI ProTeam. Cette décision est contestée par l'équipe devant le Tribunal arbitral du sport. L'UCI enregistre Katusha en tant qu'équipe continentale professionnelle, considérant que celle-ci « a mis en place des mesures de prévention contre le dopage ». N'étant plus une UCI ProTeam, Katusha n'est plus assurée de participer à toutes les épreuves de l'UCI World Tour mais doit recevoir une invitation de la part des organisateurs de courses. Ainsi, RCS Sport invite Katusha à participer à Tirreno-Adriatico, à Milan-San Remo et au Tour de Lombardie, mais l'écarte de sa sélection pour le Tour d'Italie. Pour cette saison 2013, elle voit quatre coureurs russes rejoindre son effectif avec Sergey Chernetskiy, Viatcheslav Kouznetsov et Anton Vorobyev qui proviennent tous trois de l'équipe Itera-Katusha ainsi que Dmitry Kozontchuk de l'équipe RusVelo. Du côté des départs, on note la retraite de l'Espagnol Óscar Freire, le départ de Joan Horrach chez Madison Genesis et celui du Belge Maxime Vantomme chez Crelan-Euphony. Le 15 février 2013, le Tribunal arbitral du sport décide de donner raison à l'équipe russe. Katusha réintègre donc l'UCI World Tour. Purito est deuxième du Tour de Catalogne et deuxième de Liège-Bastogne-Liège. Daniel Moreno crée la surprise en remportant la Flèche wallonne. En mai 2013, Denis Menchov met un terme à sa carrière. Lors du Giro, Luca Paolini et Maxim Belkov gagnent une étape. Paolini porte également le maillot rose pendant 4 jours. En juillet Joaquim Rodríguez est troisième du Tour de France et quatrième du Tour d'Espagne, où il gagne une étape. Il remporte pour la deuxième année le Tour de Lombardie et termine une nouvelle fois numéro 1 mondial.
Pour la saison 2014, l'équipe voit peu de changement au niveau de son effectif. Trois coureurs intègrent l'effectif, tandis que trois autres la quittent. Les trois recrues sont Russes. Pavel Kochetkov et Alexander Rybakov sont issus de l'équipe RusVelo, alors que Egor Silin vient de l'équipe Astana et a déjà couru pour Katusha entre 2010 et 2011. Le principal départ est celui de Denis Menchov, qui a annoncé sa retraite au printemps 2013. Xavier Florencio arrête également sa carrière de coureur, et devient directeur sportif de l'équipe. Enfin Timofey Kritskiy rejoint RusVelo. Son budget est de 15 millions d'euros. cette saison voit l'explosion du sprinteur norvégien Alexander Kristoff. Il remporte 14 des 25 succès de l'équipe, dont  Milan-San Remo, la Vattenfall Cyclassics et deux étapes du Tour de France. Purito gagne quant à lui le Tour de Catalogne.
En 2015, l'équipe voit six coureurs quitter l'effectif. On note par exemple le départ de cinq russes avec Pavel Brutt (chez Tinkoff-Saxo), Mikhail Ignatiev qui prend sa retraite (les deux étaient présents depuis les débuts de l'équipe en 2009) Vladimir Gusev (Skydive Dubai-Al Ahli Club), Alexander Rybakov et Petr Ignatenko (RusVelo) ainsi que le Biélorusse Aliaksandr Kuschynski (Minsk CC).
En contrepartie, elle en voit cinq la rejoindre. On retrouve le Norvégien Sven Erik Bystrøm (Øster Hus-Ridley), le Portugais Tiago Machado (NetApp-Endura), l'Italien Jacopo Guarnieri (Astana) ainsi que les Russes Sergueï Lagoutine et Ilnur Zakarin (RusVelo). Lors du Tour de France 2015, le coureur Italien Luca Paolini est contrôlé positif à la cocaïne lors de la 7e étape. Son équipe annonce la décision de l'exclure du Tour. Cette saison marque l'apogée de l'équipe avec des victoires au Tour des Flandres, à Gand-Wevelgem, au Grand Prix de Plouay, ainsi que des victoires au général du Tour du Pays Basque, du Tour de Suisse, du Tour de Romandie et des victoires d'étapes sur les trois grands tours. Joaquim Rodríguez est deuxième du classement UCI, tout comme l'équipe Katusha.

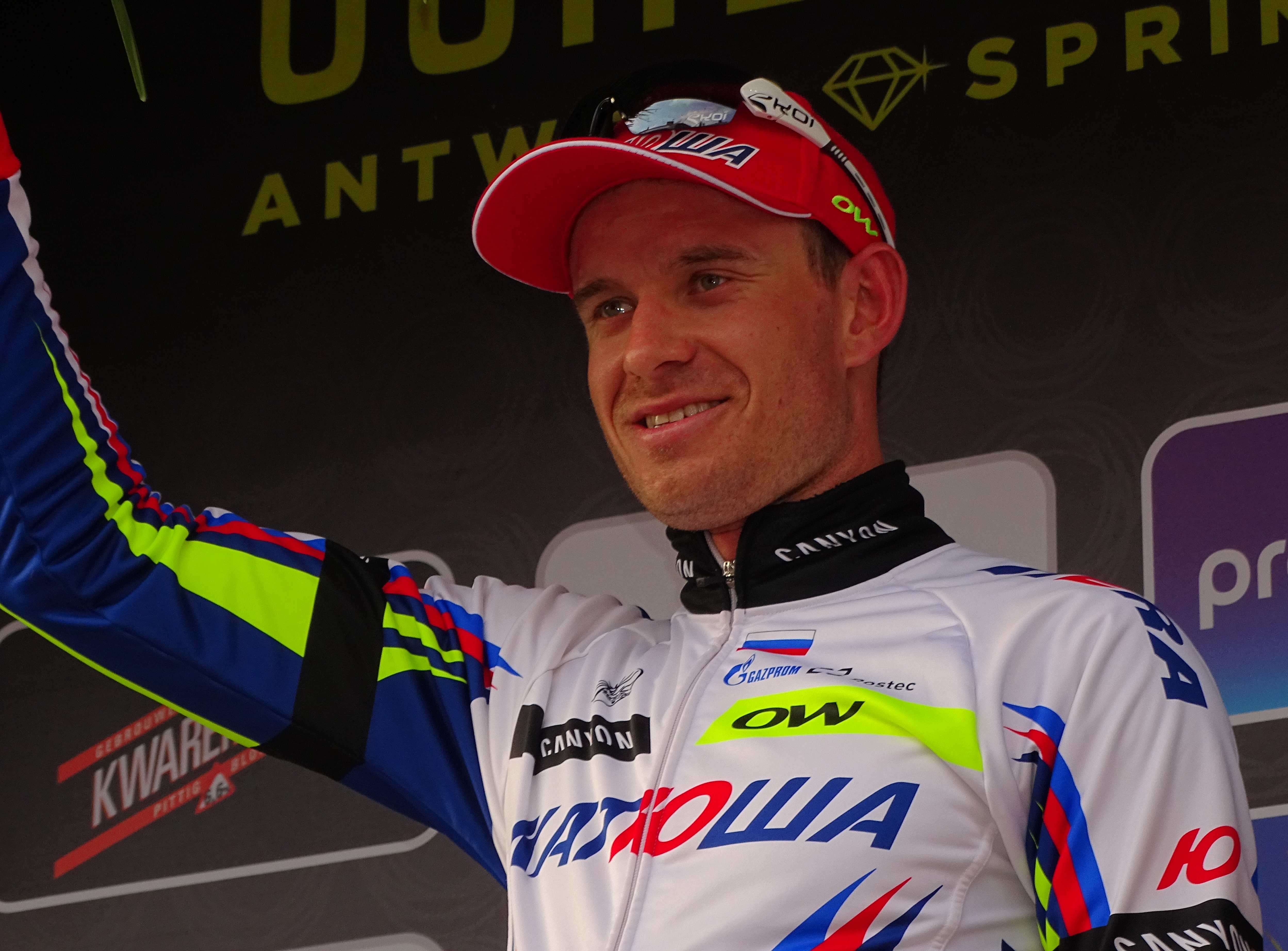
Alexander Kristoff sur le podium du Grand Prix de l'Escaut 2015.

En 2016, l'équipe voit sept coureurs partir et six arriver. Parmi les départs on note les deux Italiens Giampaolo Caruso et Luca Paolini qui sont tous les deux suspendus pour dopage. On trouve également deux Russes sur le départ, Alexandr Kolobnev vers Gazprom-RusVelo et Yury Trofimov vers Tinkoff, l'Espagnol Daniel Moreno vers Movistar, l'Allemand Rüdiger Selig Bora-Argon 18 et le Letton Gatis Smukulis (Astana). La saison est moins réussie, même si l'équipe s'impose une nouvelle fois sur les trois grands tours. Joaquim Rodríguez décide de mettre un terme à sa carrière à l'issue de la saison.

#### 2017: Kristoff en leader unique
L'équipe met en place pour la saison 2017 un changement important avec le passage sous licence suisse et le départ de neuf coureurs russes et un recrutement très international. L'équipe termine seulement onzième de l'UCI World Tour, son plus mauvais classement depuis 2011 (douzième). Elle ne remporte aucune étape de grands tours, mais Simon Špilak gagne le Tour de Suisse et Alexander Kristoff deux classiques (le Grand Prix de Francfort et la RideLondon-Surrey Classic).

### 2018-2019: dernières saisons difficiles
Le 16 août 2017, le sprinteur allemand Marcel Kittel annonce qu'il rejoint l'équipe pour la saison 2018. Il remplace Alexander Kristoff, qui a signé chez UAE Team Emirates. Le bilan de la saison est très décevant. L'équipe termine avant-dernière du World Tour et obtient seulement cinq succès, dont deux pour Kittel sur Tirreno-Adriatico. Celui-ci ne parvient pas à s'imposer sur le Tour de France qu'Ilnur Zakarin termine à la neuvième place. En fin d'année, Nathan Haas est troisième du Tour de Turquie.
Lors de la saison 2019, l'équipe continue à avoir des difficultés à obtenir des résultats. Avec un total de seulement 5 succès Katusha-Alpecin réalise la pire saison de son histoire et se classe 23e du classement mondial, soit la moins bonne place pour une des 18 équipes du World Tour. En méforme, leur sprinteur vedette Marcel Kittel rompt son contrat en première partie de saison. Nils Politt est le seul à répondre présent sur les classiques, où il se classe notamment deuxième de Paris-Roubaix et cinquième du Tour des Flandres, tandis que Ilnur Zakarin remporte une étape du Tour d'Italie (seule victoire World Tour de la saison pour l'équipe), mais se classe seulement dixième du général. Lors du Tour de France, il est annoncé que l'avenir de la formation est incertain. Les sponsors Canyon et Alpecin ont annoncé qu'ils mettent fin au parrainage de l'équipe à la fin de l'année. La direction de l'équipe a tenté de continuer à faire fonctionner l'équipe jusqu'en 2021 par le biais de fusions avec d'autres équipes. Le 10 juillet, il est officiellement annoncé que l'équipe s'arrête à l'issue de la saison et ses coureurs sont libres de s'engager ailleurs pour 2020. Après l'échec des pourparlers avec Arkéa-Samsic et Corendon-Circus, il est annoncé début octobre que les propriétaires de l'équipe continentale professionnelle Israel Cycling Academy rachètent la société d'exploitation Katusha Management et, par conséquent, la licence WorldTour et les contrats existants. Kjell Carlström, responsable d'Israel Cycling Academy, remplace José Azevedo. Le fabricant de vêtements de sport Katusha Sports devient l'un des sponsors de l'équipe.

## L'équipe Katusha et le dopage
En 2009, deux membres de Katusha, l'Espagnol Antonio Colom et l'Autrichien Christian Pfannberger sont contrôlés positifs à l'EPO. Christian Pfannberger est suspendu à vie pour récidive.
En 2011, un certain nombre de perquisitions policières menées par les autorités de Padoue sont menées en Italie en avril. Les recherches sont liées à une enquête plus large sur le dopage liée au controversé médecin Michele Ferrari. Les domiciles de certains des coureurs de Katusha  ont été fouillés. Il s'agit de Vladimir Gusev, Mikhail Ignatiev, Vladimir Karpets et Alexandr Kolobnev. Plus tard en juillet, Kolobnev est contrôlé positif à l'hydrochlorothiazide (HCT) lors de la cinquième étape du Tour de France 2011,. Deux semaines plus tard, l'échantillon B de Kolobnev confirme la première analyse.
Le 16 avril 2012, l'UCI annonce dans un communiqué de presse le contrôle positif de Denis Galimzyanov à l'EPO à la suite d'un test réalisé hors compétition. Ce dernier nie toute implication de son équipe, mais admet avoir pris la substance interdite. En juin 2012, Filippo Pozzato reconnait avoir utilisé les services du Dr Ferrari de 2004 à 2009. Il est suspendu trois mois et le CONI lui inflige une amende de 10 000 euros.
En février 2013, Angel Vicioso, amené à témoigner sur l'affaire Puerto où il est cité, est suspendu temporairement par son équipe. Une fois son témoignage effectué, le coureur est réintégré par son équipe.
Lors du Tour de France 2015, le coureur Italien Luca Paolini est contrôlé positif à la cocaïne lors de la 7e étape. Son équipe annonce la décision de l'exclure du Tour. Un mois plus tard, en août, l'UCI annonce que Giampaolo Caruso a fait l'objet d'un contrôle positif à l'EPO le 27 mars 2012 et le suspend provisoirement, en attendant l'analyse de l'échantillon B. En juin 2017, Caruso - qui est alors provisoirement interdit de courir - est suspendu 2 ans, à compter de la date du 18 août 2015.
Le 14 janvier 2016, Eduard Vorganov subit un contrôle antidopage hors compétition positif au meldonium, substance figurant sur la liste des produits interdits de l'Agence mondiale antidopage depuis le 1er janvier 2016. Il est provisoirement suspendu par son équipe, en attendant l'analyse de l'échantillon B. En raison de la fréquence des cas positifs de dopage, l'équipe risque une éventuelle suspension de course pouvant aller de 15 à 45 jours. Le 9 février 2016, la Commission Disciplinaire décide de ne pas suspendre l'équipe. En février 2016, l'équipe se retire du Mouvement pour un cyclisme crédible.

## Identité visuelle

Logos successifs
Le logo de 2009 à 2015.
Le logo de 2016.
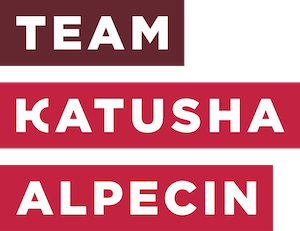
Le logo en 2017 et 2018.
Le logo en 2019.

## Principaux résultats

### Classiques

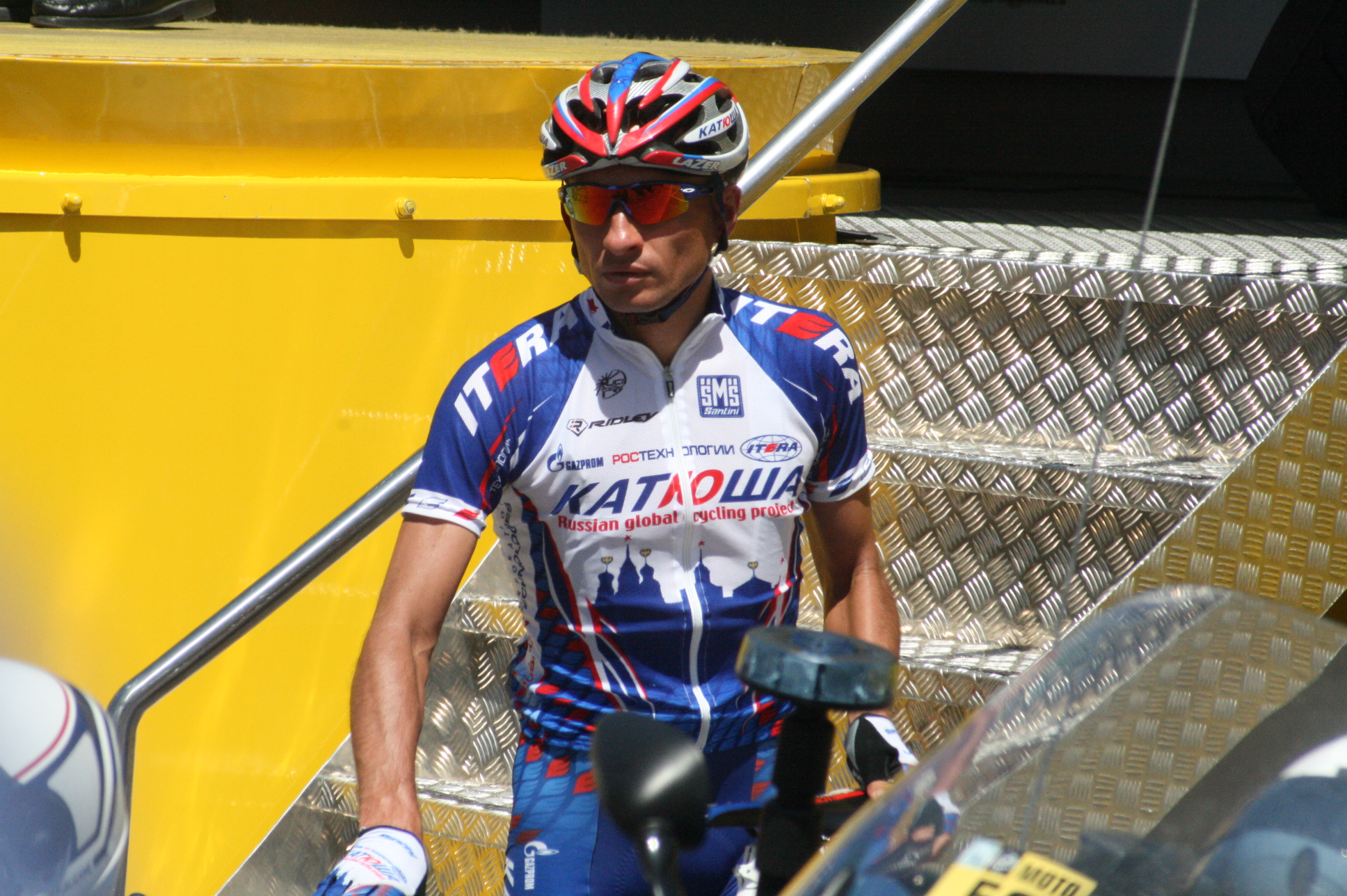
Sergueï Ivanov durant le Tour de France 2010

| Date       | Course                            | Pays        | Classe | Vainqueur          |
| ---------- | --------------------------------- | ----------- | ------ | ------------------ |
| 19/04/2009 | Amstel Gold Race                  | Pays-Bas    | PT     | Sergueï Ivanov     |
| 18/04/2012 | Flèche wallonne                   | Belgique    | WT     | Joaquim Rodríguez  |
| 29/09/2012 | Tour de Lombardie                 | Italie      | WT     | Joaquim Rodríguez  |
| 17/04/2013 | Flèche wallonne                   | Belgique    | WT     | Daniel Moreno      |
| 06/10/2013 | Tour de Lombardie                 | Italie      | WT     | Joaquim Rodríguez  |
| 23/03/2014 | Milan-San Remo                    | Italie      | WT     | Alexander Kristoff |
| 24/08/2014 | Vattenfall Cyclassics             | Allemagne   | WT     | Alexander Kristoff |
| 29/03/2015 | Gand-Wevelgem                     | Belgique    | WT     | Luca Paolini       |
| 05/04/2015 | Tour des Flandres                 | Belgique    | WT     | Alexander Kristoff |
| 30/08/2015 | Grand Prix Ouest-France de Plouay | France      | WT     | Alexander Kristoff |
| 01/05/2017 | Grand Prix de Francfort           | Allemagne   | WT     | Alexander Kristoff |
| 30/07/2017 | RideLondon-Surrey Classic         | Royaume-Uni | WT     | Alexander Kristoff |

### Courses par étapes
| Date       | Course            | Pays    | Classe | Vainqueur         |
| ---------- | ----------------- | ------- | ------ | ----------------- |
| 28/03/2010 | Tour de Catalogne | Espagne | PT     | Joaquim Rodríguez |
| 30/03/2014 | Tour de Catalogne | Espagne | WT     | Joaquim Rodríguez |
| 03/05/2015 | Tour de Romandie  | Suisse  | WT     | Ilnur Zakarin     |
| 21/06/2015 | Tour de Suisse    | Suisse  | WT     | Simon Špilak      |
| 18/06/2017 | Tour de Suisse    | Suisse  | WT     | Simon Špilak      |

### Bilan sur les grands tours
- Tour de France

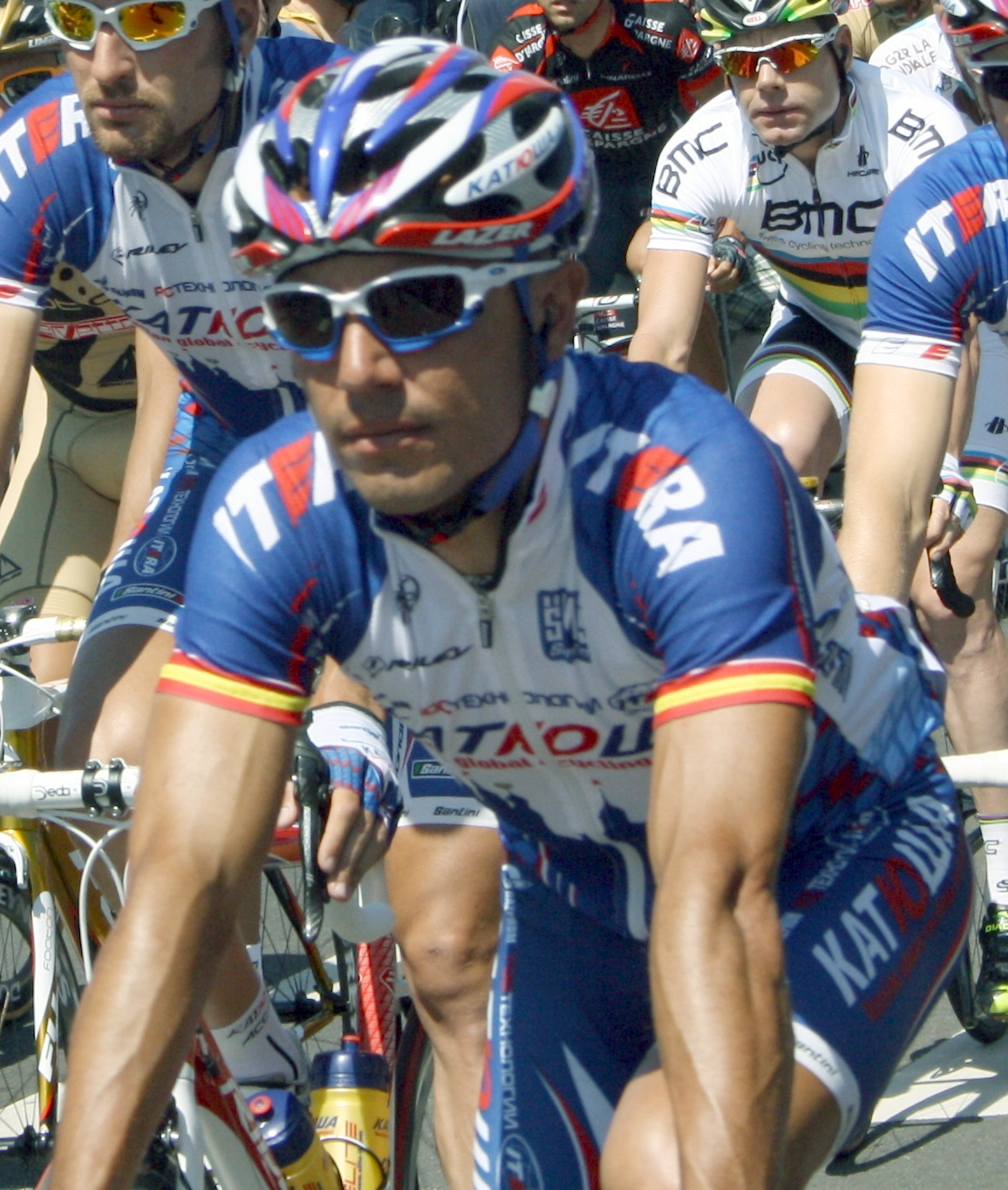
Joaquim Rodríguez durant le Tour de France 2010

  - 11 participations (2009, 2010, 2011, 2012, 2013, 2014, 2015, 2016, 2017, 2018, 2019)
  - 7 victoires d'étapes :  
    - 1 en 2009 : Sergueï Ivanov
    - 1 en 2010 : Joaquim Rodríguez
    - 2 en 2014 : Alexander Kristoff (2)
    - 2 en 2015 : Joaquim Rodríguez (2)
    - 1 en 2016 : Ilnur Zakarin
- Tour d'Italie
  - 11 participations (2009, 2010, 2011, 2012, 2013, 2014, 2015, 2016, 2017, 2018, 2019)
  - 9 victoires d'étapes :
    - 2 en 2010 : Evgueni Petrov, Filippo Pozzato
    - 2 en 2012 : Joaquim Rodríguez (2)
    - 2 en 2013 : Luca Paolini, Maxim Belkov
    - 1 en 2015 : Ilnur Zakarin
    - 1 en 2016 : Rein Taaramäe
    - 1 en 2019 : Ilnur Zakarin

  - 1 victoire au classement par points en 2012 (Joaquim Rodríguez)
  - 1 victoire au classement par équipes au temps en 2012
- Tour d'Espagne
  - 10 participations (2010, 2011, 2012, 2013, 2014, 2015, 2016, 2017, 2018, 2019)
  - 13 victoires d'étapes :
    - 1 en 2010 : Joaquim Rodríguez
    - 3 en 2011 : Daniel Moreno, Joaquim Rodríguez (2)
    - 4 en 2012 : Joaquim Rodríguez (3), Denis Menchov
    - 3 en 2013 : Daniel Moreno (2), Joaquim Rodríguez
    - 1 en 2015 : Joaquim Rodriguez
    - 1 en 2016 : Sergueï Lagoutine

  - 2 victoires au classement par équipes (2010, 2014)
  - 1 victoire au classement du combiné en 2015 (Joaquim Rodríguez)

### Championnats nationaux
- Championnats d'Autriche sur route : 1

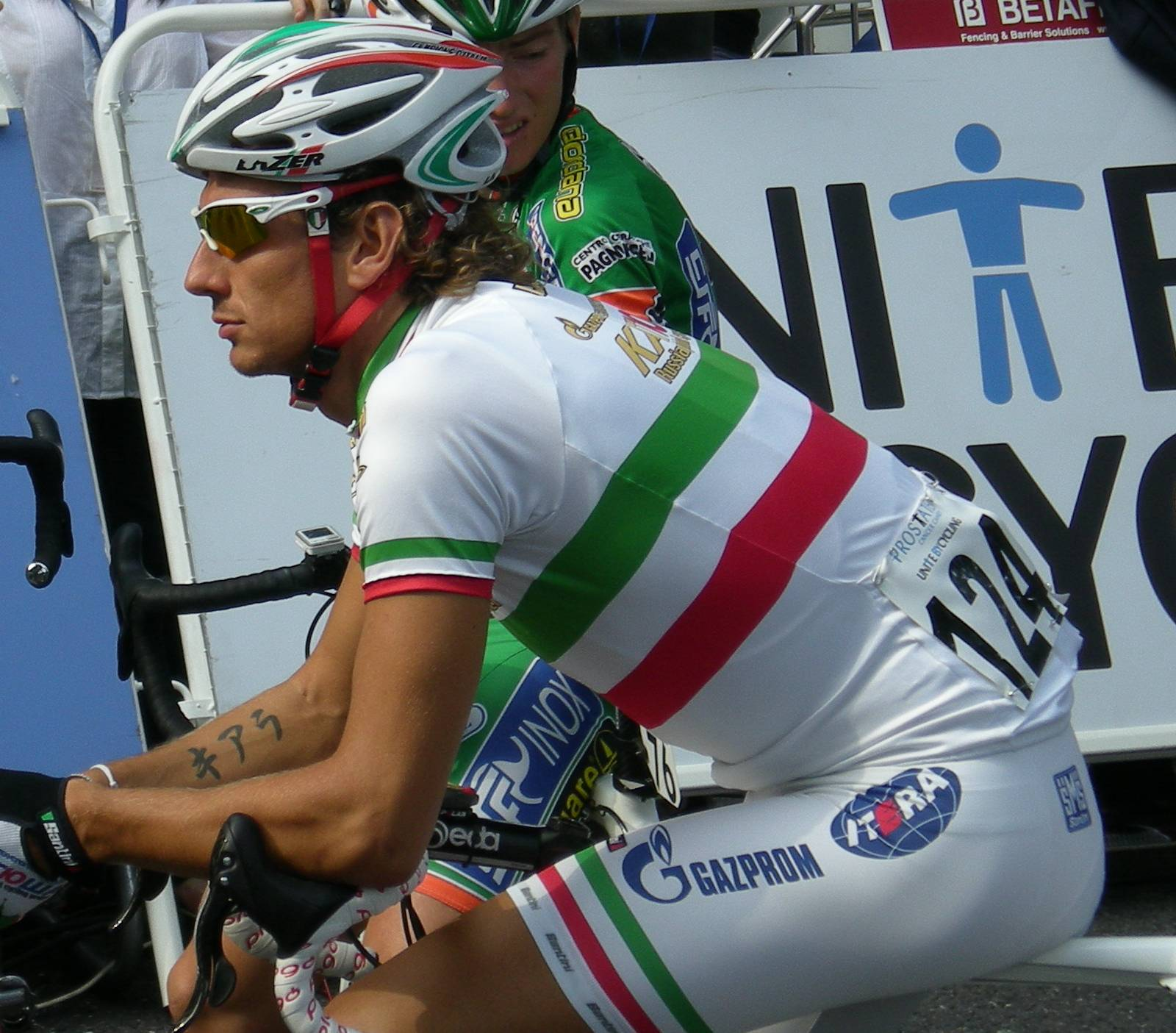
Filippo Pozzato, vêtu du maillot de champion d'Italie en 2009

  - Course en ligne : 2015 (Marco Haller)
- Championnats de Biélorussie sur route : 1
  - Course en ligne : 2011 (Aliaksandr Kuschynski)
- Championnats d'Italie sur route : 1
  - Course en ligne : 2009 (Filippo Pozzato)
- Championnats de Lettonie sur route : 4
  - Contre-la-montre : 2012, 2013, 2014 et 2015 (Gatis Smukulis)
- Championnats de Moldavie sur route : 2
  - Course en ligne : 2010 et 2011 (Alexandr Pliuschin)
- Championnats de Russie sur route : 14
  - Course en ligne : 2009 (Sergueï Ivanov), 2010 (Alexandr Kolobnev), 2011 (Pavel Brutt), 2012 (Eduard Vorganov), 2013 (Vladimir Isaychev), 2014 (Alexander Porsev), 2015 (Yury Trofimov) et 2016 (Pavel Kochetkov)
  - Contre-la-montre : 2010 (Vladimir Gusev), 2011 (Mikhail Ignatiev), 2012 (Denis Menchov), 2014 (Anton Vorobyev) et 2016 (Sergey Chernetskiy)
  - Contre-la-montre espoirs : 2016 (Matvey Mamykin)

## Classements UCI
En 2009, l'équipe Katusha obtient le label ProTour et ses coureurs sont classés dans le Calendrier mondial UCI.
| Saison | Classement par équipes | Meilleur coureur au classement individuel |
| ------ | ---------------------- | ----------------------------------------- |
| 2009   | 10e                    | Sergueï Ivanov (27e)                      |
| 2010   | 5e                     | Joaquim Rodríguez (1er)                   |

En 2011, le Calendrier mondial UCI devient l'UCI World Tour.
| Saison | Classement par équipes | Meilleur coureur au classement individuel |
| ------ | ---------------------- | ----------------------------------------- |
| 2011   | 12e                    | Joaquim Rodríguez (4e)                    |
| 2012   | 2e                     | Joaquim Rodríguez (1er)                   |
| 2013   | 3e                     | Joaquim Rodríguez (1er)                   |
| 2014   | 6e                     | Alexander Kristoff (8e)                   |
| 2015   | 2e                     | Joaquim Rodríguez (2e)                    |
| 2016   | 6e                     | Ilnur Zakarin (13e)                       |
| 2017   | 11e                    | Alexander Kristoff (14e)                  |
| 2018   | 17e                    | Nathan Haas (74e)                         |

En 2016, le Classement mondial UCI qui prend en compte toutes les épreuves UCI est mis en place parallèlement à l'UCI World Tour et aux circuits continentaux. Il remplace définitivement l'UCI World Tour en 2019.
| Saison | Classement par équipes | Meilleur coureur au classement individuel |
| ------ | ---------------------- | ----------------------------------------- |
| 2016   | -                      | Alexander Kristoff (7e)                   |
| 2017   | -                      | Alexander Kristoff (4e)                   |
| 2018   | -                      | Nathan Haas (97e)                         |
| 2019   | 23e                    | Nils Politt (40e)                         |

## Katusha-Alpecin en 2019
| Coureur                | Date de naissance | Nationalité    | Équipe 2018      | Équipe 2020                      |
| ---------------------- | ----------------- | -------------- | ---------------- | -------------------------------- |
| Enrico Battaglin       | 17 novembre 1989  | Italie         | Lotto NL-Jumbo   | Bahrain-McLaren                  |
| Jenthe Biermans        | 30 octobre 1995   | Belgique       | Katusha-Alpecin  | Israel Start-Up Nation           |
| Ian Boswell            | 7 février 1991    | États-Unis     | Katusha-Alpecin  |                                  |
| Steff Cras             | 13 février 1996   | Belgique       | Katusha-Alpecin  | Lotto-Soudal                     |
| Jens Debusschere       | 28 août 1989      | Belgique       | Lotto-Soudal     | B&B Hotels-Vital Concept p/b KTM |
| Alex Dowsett           | 3 octobre 1988    | Royaume-Uni    | Katusha-Alpecin  | Israel Start-Up Nation           |
| Matteo Fabbro          | 10 avril 1995     | Italie         | Katusha-Alpecin  | Bora-Hansgrohe                   |
| José Gonçalves         | 13 février 1989   | Portugal       | Katusha-Alpecin  | ÉNippo Delko One Provence        |
| Ruben Guerreiro        | 6 juillet 1994    | Portugal       | Trek-Segafredo   | EF Pro Cycling                   |
| Nathan Haas            | 12 mars 1989      | Australie      | Katusha-Alpecin  | Cofidis                          |
| Marco Haller           | 1er avril 1991    | Autriche       | Katusha-Alpecin  | Bahrain-McLaren                  |
| Reto Hollenstein       | 22 août 1985      | Suisse         | Katusha-Alpecin  | Israel Start-Up Nation           |
| Marcel Kittel          | 11 mai 1988       | Allemagne      | Katusha-Alpecin  | Fin de carrière                  |
| Pavel Kochetkov        | 7 mars 1986       | Russie         | Katusha-Alpecin  | CCC Team                         |
| Viatcheslav Kouznetsov | 24 juin 1989      | Russie         | Katusha-Alpecin  | Gazprom-RusVelo                  |
| Daniel Navarro         | 18 juillet 1983   | Espagne        | Cofidis          | Israel Start-Up Nation           |
| Nils Politt            | 6 mars 1994       | Allemagne      | Katusha-Alpecin  | Israel Start-Up Nation           |
| Willie Smit            | 29 décembre 1992  | Afrique du Sud | Katusha-Alpecin  | Burgos-BH                        |
| Simon Špilak           | 23 juin 1986      | Slovénie       | Katusha-Alpecin  | Fin de carrière                  |
| Dmitri Strakhov        | 17 mai 1995       | Russie         | Lokosphinx       | Gazprom-RusVelo                  |
| Harry Tanfield         | 17 novembre 1994  | Royaume-Uni    | Canyon-Eisberg   | AG2R La Mondiale                 |
| Mads Würtz Schmidt     | 31 mars 1994      | Danemark       | Katusha-Alpecin  | Israel Start-Up Nation           |
| Rick Zabel             | 8 décembre 1993   | Allemagne      | Katusha-Alpecin  | Israel Start-Up Nation           |
| Ilnur Zakarin          | 15 septembre 1989 | Russie         | Katusha-Alpecin  | CCC Team                         |
| Stagiaire              | Date de naissance | Nationalité    | Équipe 2019      | Équipe 2020                      |
| Juri Hollmann          | 30 août 1999      | Allemagne      | Heizomat-Rad-Net | Movistar                         |

## Saisons précédentes
| - Katusha en 2009 - Katusha en 2010 - Katusha en 2011 - Katusha en 2012 - Katusha en 2013 - Katusha en 2014 | - Katusha en 2015 - Katusha en 2016 - Katusha-Alpecin en 2017 - Katusha-Alpecin en 2018 - Katusha-Alpecin en 2019 |